# Chiesa dei Santi Martino e Severo (Crespino)
La chiesa dei Santi Martino e Severo è un luogo di culto sito nel centro dell'abitato di Crespino.
La chiesa, esempio di architettura barocca completata alla fine del XVIII secolo su progetto di Angelo Santini e sorta sul luogo delle due precedenti e demolite per soddisfare agli aumentati fedeli della zona un più vasto edificio, è, nella suddivisione territoriale della chiesa cattolica, collocata nel vicariato di Crespino-Polesella, a sua volta parte della Diocesi di Adria-Rovigo, ed è sede parrocchiale e arcipretale.

## Storia
La costruzione di una prima chiesa nell'abitato di Crespino risale al XIII secolo, quando l'allora papa Gregorio IX, con l'investitura della famiglia Turchi, citata anche dei Turchi, di Ferrara, pretese l'erezione di un adeguato edificio sacro nel centro dell'allora Transpadana ferrarese. Già parrocchia alla sua istituzione, presente nell'estimo Eclesia S. Martini de Crespino datato 1410, l'edificio viene in seguito citato nel verbale redatto nel 1473 da monsignor De Gottis, vicario ravennate in visita pastorale nella zona tra cui alcune parrocchie dell'allora diocesi di Adria, in cui nomina tal don Antonio come rettore della chiesa di San Martino in "Ville Crespini".
Il secondo edificio viene citato in occasione della visita a Crespino di papa Clemente VIII datata 1598, che lì si recò per ringraziare Dio del felicissimo viaggio.
La parrocchia rimase sotto la giurisdizione dell'allora Arcidiocesi di Ravenna fino al 1818, quando il territorio passò all'allora Diocesi di Adria.
Nella prima metà del XVIII secolo, per far fronte all'aumento della popolazione e alle conseguenti esigenze dei fedeli, venne presa la decisione di smantellare il secondo edificio ormai ritenuto troppo piccolo, decisione concretizzatasi nel 1748.
La costruzione dell'attuale edificio venne iniziata nel 1754 su disegno di Angelo Santini, che ne diresse anche i lavori, e ultimata nel 1777. Il nuovo edificio, dedicato ai Santi Martino di Tours e Severo di Ravenna.

## Descrizione

### Esterno

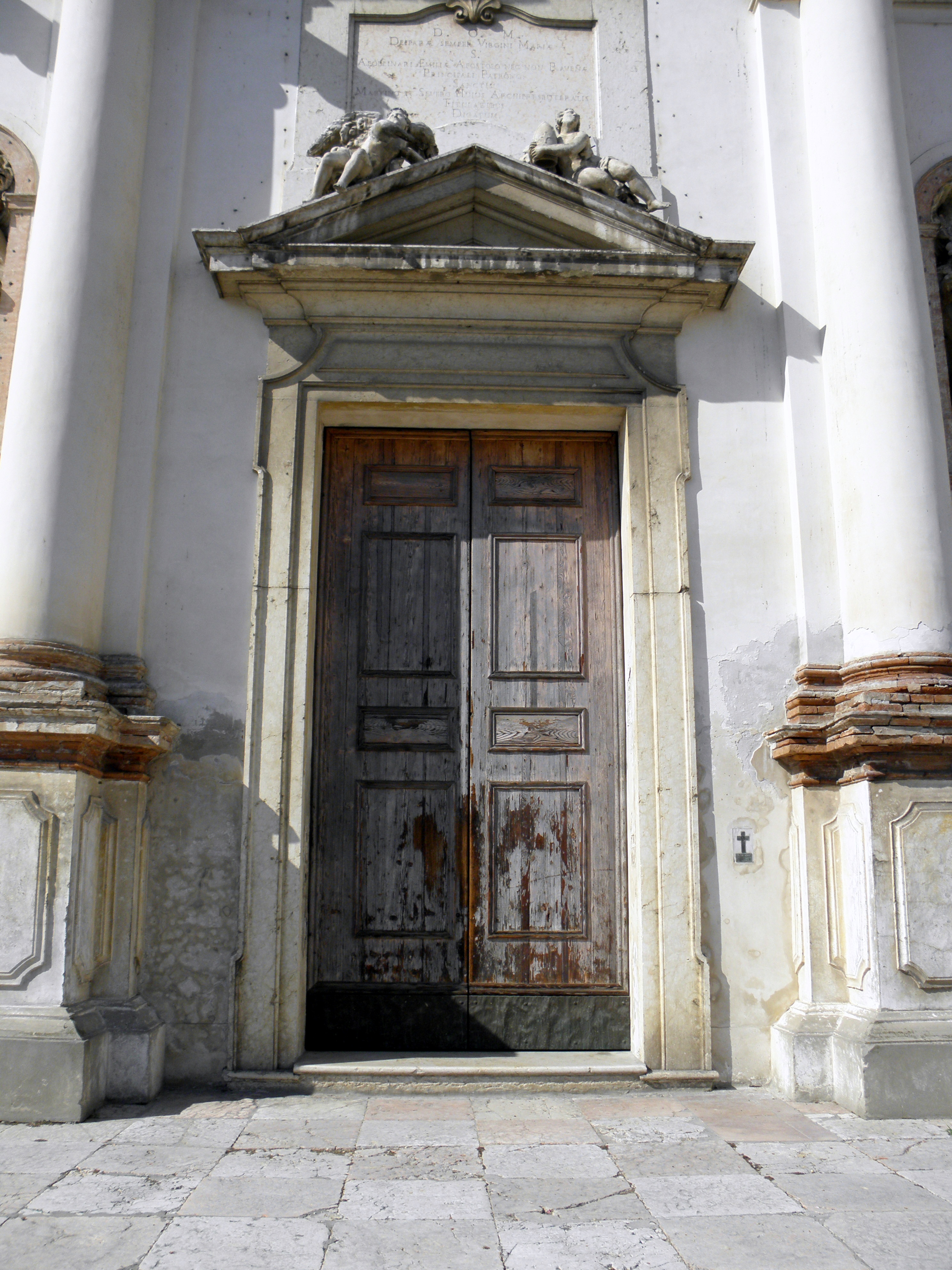
Il portale maggiore.

La facciata, tipica del barocco romano, presenta al centro fasci di colonne divisi da un cornicione che accentuano l'effetto prospettico. La parte alta, più stretta, affiancata da due obelischi, ha sulla sommità ricurva acroteri con fiamma. Tra le colonne quattro nicchie ospitano statue di santi. Tre sono le entrate, il portale centrale è sormontato da un frontone ricurvo.

### Interno
L'interno è suddiviso in tre navate e transetto, la cupola centrale è sostenuta da quattro pilastri a capitello con stucchi floreali e trabeazione. Una scalea di marmo dà accesso al presbiterio e un'altra arcata racchiude l'abside dove è collocata la pala di Sant'Apollinare e dei Santi Martino e Severo di Jacopo Alessandro Calvi detto il Sordino (1740-1815) ai lati due vetrate.
Gli altari sono sette.

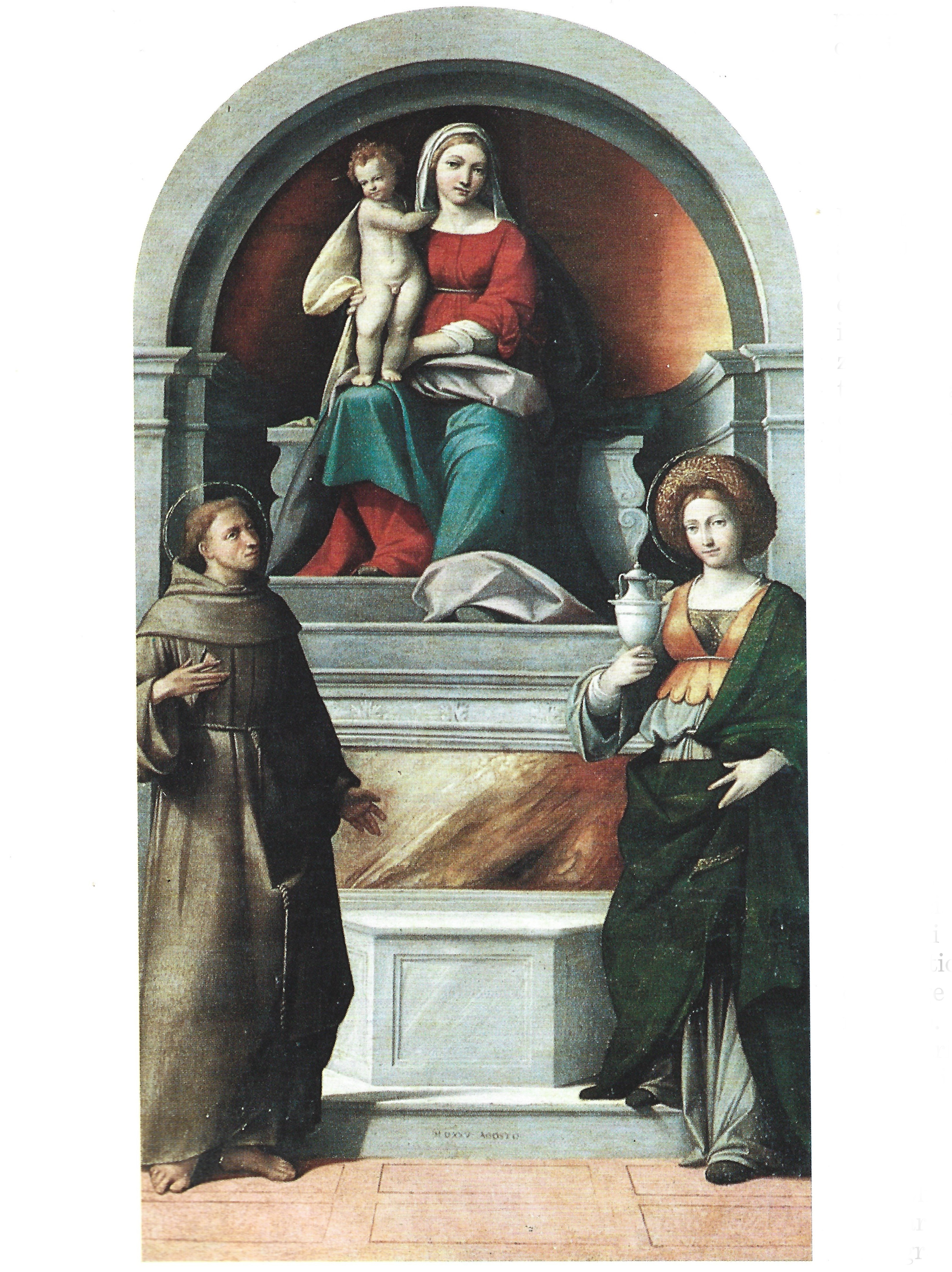
Benvenuto Tisi da Garofalo, La Vergine in Trono col Bambino, San Francesco e Santa Maria Maddalena (1525).

Entrando sulla destra l'altare della Madonna del Carmine in stile barocco, conserva la pala della Vergine (1779), segue l'altare di Sant'Antonio dove è posto un altro quadro di Alberto Mucchiati (1744-1828); di fianco una lapide e tre nicchie con le statue di San Rocco, San Giovanni Nepomuceno e un busto dell'arciprete Piero Colla.
L'altare del Crocifisso, ultimo a destra, accoglie Cristo morto in croce, fiancheggiato dalla Vergine, da San Rocco, dal soldato Longino e dalla Maddalena di Gandolfi.
L'altare maggiore, realizzato in legno macchiato, è impreziosito dal tabernacolo a forma di tempietto e da statue, anch'esse lignee. Degne di nota le cantorie di legno dove era posto un organo realizzato da Gaetano Callido; il coro dell'abside del 1792 fu eseguito da Pietro Bongiovanni.
La "terza ara" dedicata alla Vergine ospita il prezioso quadro La Vergine in Trono col Bambino, San Francesco e Santa Maria Maddalena di Benvenuto Tisi da Garofalo (1481-1559).

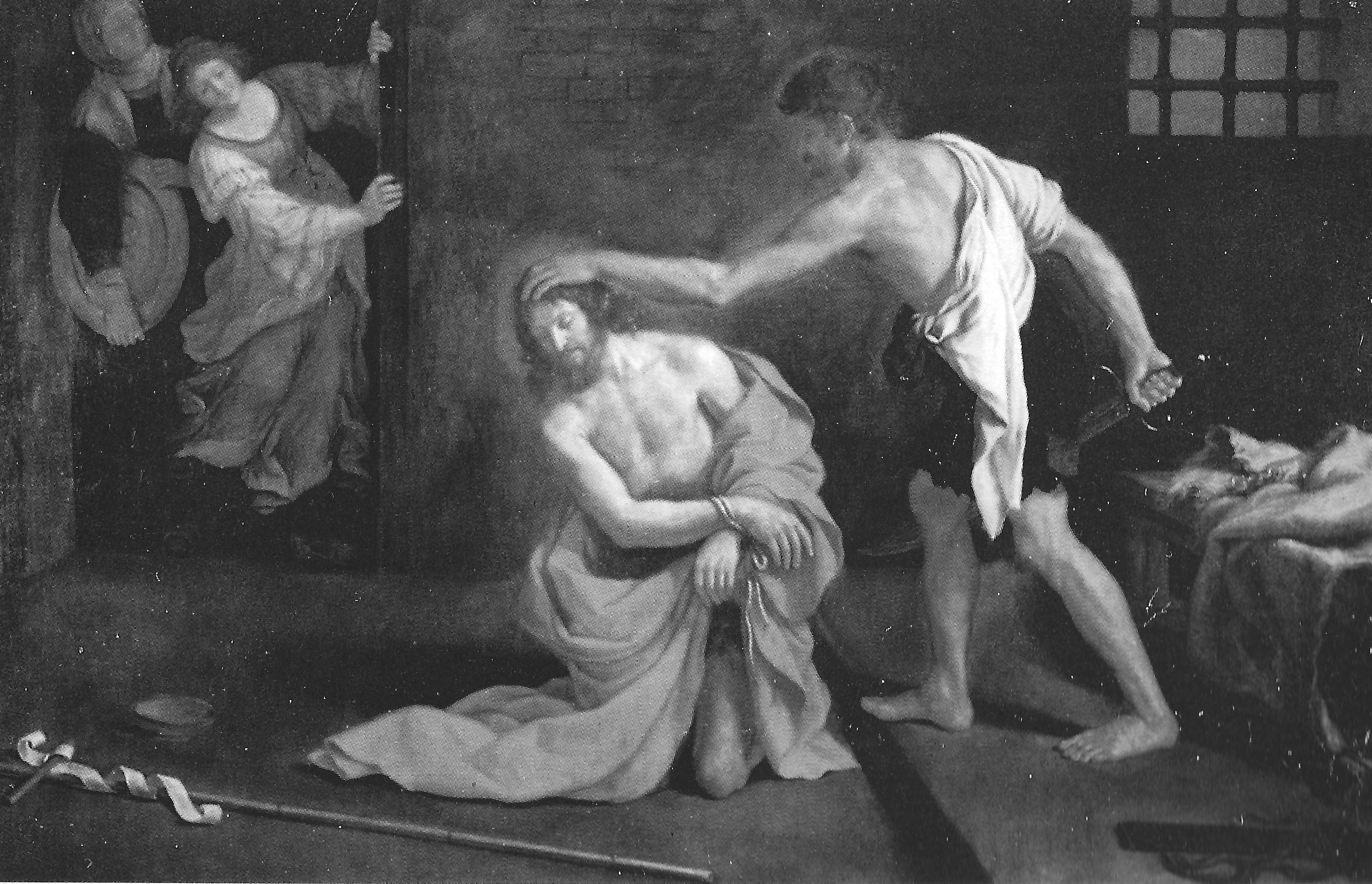
Interno, bottega del Guercino, Decollazione di San Giovanni Battista, olio su tela del XVII secolo.

Il penultimo dallo stesso lato è dedicato alla Madonna con Bambino e ospita un quadro la Madonna del Buon Consiglio di Gennazzaro; la vetrata è del 1965.
L'altare della fonte battesimale, primo a sinistra, detto anche della Madonna del Rosario, è arricchito dall'omonima pala di Ippolito Scarsella detto Scarsellino. La "cappella delle reliquie dei martiri", situata all'entrata della navata laterale, conserva anche i resti sacri di Santa Saturnina.
La sagrestia è arredata con armadi intarsiati di radica e panche con schienali e fregi, eseguiti da Pietro Bongiovanni nel 1792. Da segnalare un prezioso crocifisso conservato in archivio.
Del campanile, alto 47 metri ed inclinato a nord-est, non è certa la data di costruzione, probabilmente risale all'inizio del '500. L'unico dato certo riguarda il rifacimento della cella, nel 1743, perché abbattuta da un fulmine.
Tra le opere, ancora di proprietà della parrocchia ma conservate altrove, si citano una miniatura quattrocentesca in smalto raffigurante la Pace circondata di Angeli, un San Martino a cavallo della scuola del Guercino, una Pietà di El Greco datata 1604, e infine due tele a tema religioso opera del pittore emiliano Cesare Gennari (nipote del Guercino ).

### Adiacenze
La canonica risale al Duecento-Trecento ma ha subito numerosi rifacimenti.
Oggi vi è stato allestito un museo: Museo della Canonica di Crespino, che espone al pubblico varie tele: Maddalena al sepolcro mentre parla con Gesù, Gesù sulla via di Emmaus tra due discepoli, Nascita di S. Giovanni Battista e Decapitazione di S. Giovanni Battista entrambe di Cesare Gennari, una Pietà di El Greco, San Martino a cavallo (1600) e, S. Severo in vesti pontificali (1600) entrambe del Guercino . 
Sono poi conservati paramenti sacri e calici del 1500 e 1600.